# Geno Senečić
Geno Senečić (7. listopadu 1907 Záhřeb – 21. června 1982 tamtéž) byl chorvatský prozaik, dramatik, dramaturg, novinář, redaktor a překladatel z češtiny a slovenštiny.

## Život
Do roku 1941 působil jako prozaik a dramatik v Záhřebu, kde také začal studovat slavistiku. Pak se stal kulturním atašé na velvyslanectví Nezávislého státu Chorvatsko v Bratislavě. Zde také roku 1942 dokončil svá studia na Filozofické fakultě Slovenské univerzity. Po roce 1945 byl dramaturgem Jadran-filmu a novinářem, v letech 1951–1963 redaktorem v Lexikografickém ústavu v Záhřebu a pak se věnoval překladatelské činnosti..

## Dílo
Je autorem povídek, satirického románu a především komediálních a tragikomických divadelních her, kterými vytvořil jakousi kroniku života v Záhřebu a jeho okolí. Ve třicátých letech byl jedním z nejoblíbenějších chorvatských dramatiků, tuto popularitu se mu však po roce 1945 nepodařilo již obnovit. Překládal i české autory, ale hlavní doménou jeho překladatelské činnosti byla slovenská literatura, jejímž byl v Chorvatsku nejvýznamnějším propagátorem.

### Próza
- Pokusy (1930, Pokušaji), sbírka deseti povídek
- Film našich dnů (1933, Film naših dana), satirický román.

### Divadelní hry
- A.G.M. (1934), hra ze života básníka Antuna Gustava Matoše.
- Ferdinand 1936, komedie o třech jednáních ze záhřebského espresa.
- Případ z ulice (1936, Slučaj s ulice), sociálně kritická hra.
- Dělnické údolí 1938, Radnički dol), drama zachycující revoltu i optimismus chudých dělníků.
- Neobyčejný člověk (1939, Neobičan čovjek), tragikomedie o šesti obrazech.
- Spis číslo 516 (1940, Spis broj 516), hra o třech dějstvích o lidských vášních a o střetu mladých a starých. česky též jako Škola lidskosti.
- Herecký dům (1952, Glumački dom), bohémská komedie o třech dějstvích inspirovaná životem v Bratislavě.
- Chci žít (1952, Želim živjeti), rozhlasová hra ze života lékaře I. F. Semmelweise.
- Logaritmy a láska (1953, Logaritmi i ljubav), komedie o třech dějstvích.

## České překlady a vydání

### Strojopisy
Následující překlady Gabriela Harta jsou uložené v knihovně Divadelního ústavu v Praze jako strojopisy na průklepovém papíře, bez nakladatelských údajů.
- Dáma v zeleném,
- Herecký dům,
- Neobyčejný člověk,
- Spis číslo 516,

### Vydání
- Ferdinand, Bohuš Vybíral, Olomouc, 19--, přeložil Bohuš Vybíral
- Spis číslo 516, Vesnické divadlo, Praha 1948, přeložil Jiří Tomič, znovu jako Škola lidskosti, ČLDJ, Praha 195-.
- Logaritmy a láska, DILIA, Praha 1959, přeložil Jaroslav Nečas.